# Palácio da Alvorada
O Palácio da Alvorada é um edifício localizado na cidade de Brasília, a capital do Brasil. O palácio é a residência oficial do Presidente do Brasil. Situa-se às margens do Lago Paranoá, tendo sido o primeiro edifício inaugurado na Capital Federal, em 30 de junho de 1958.
Embora o presidente da República tenha no Palácio da Alvorada suas dependências para estudos e leituras, além de lá pernoitar, o Gabinete Presidencial está situado no Palácio do Planalto, onde o mandatário da nação realmente recebe autoridades, despacha e cumpre seus deveres de Chefe de Estado e de Governo.
O Alvorada é uma construção revestida de mármore e vedada por cortinas de vidro, cuja estrutura é constituída externamente de seus pilares brancos. Desta forma, o vidro proporciona uma certa integração entre os espaços interior e exterior. Já as famosas colunas apoiam-se no terreno por um de seus vértices fazendo, aparentemente, desaparecer a ideia de peso — como que pousando o edifício no solo de Brasília. O cálculo estrutural do engenheiro Joaquim Cardozo permitiu que as bases do Alvorada — assim como em outros palácios e na catedral de Brasília — ficassem delgadas: as colunas apenas tocam o chão, dando a impressão de que o edifício flutua no ar. A obra de Niemeyer foi apelidada eventualmente de barroca devido ao trabalho com a curva neste e em outros prédios da capital federal.
O formato diferenciado dos pilares externos da edificação deu origem ao símbolo e emblema da cidade, presente no Brasão do Distrito Federal. Tal formato foi, inclusive, largamente copiado em construções populares em todo o país, o que o tornou eventualmente sinônimo de uma estética kitsch quando aplicado em outros contextos. O espelho d'água, que reflete a imagem do edifício, criando um espaço virtual infinito, é complementado por um grupo escultórico, As Iaras de Alfredo Ceschiatti, que parece flutuar à superfície da água, em uma materialidade que, segundo apontam críticos da arquitetura, parece fazer desaparecer a gravidade. Fincada nos jardins junto a uma piscina com azulejos azul "brenand" e uma pérgola com churrasqueira, na ala leste do Alvorada, está a escultura Rito do Ritmos, de Maria Martins.

## História

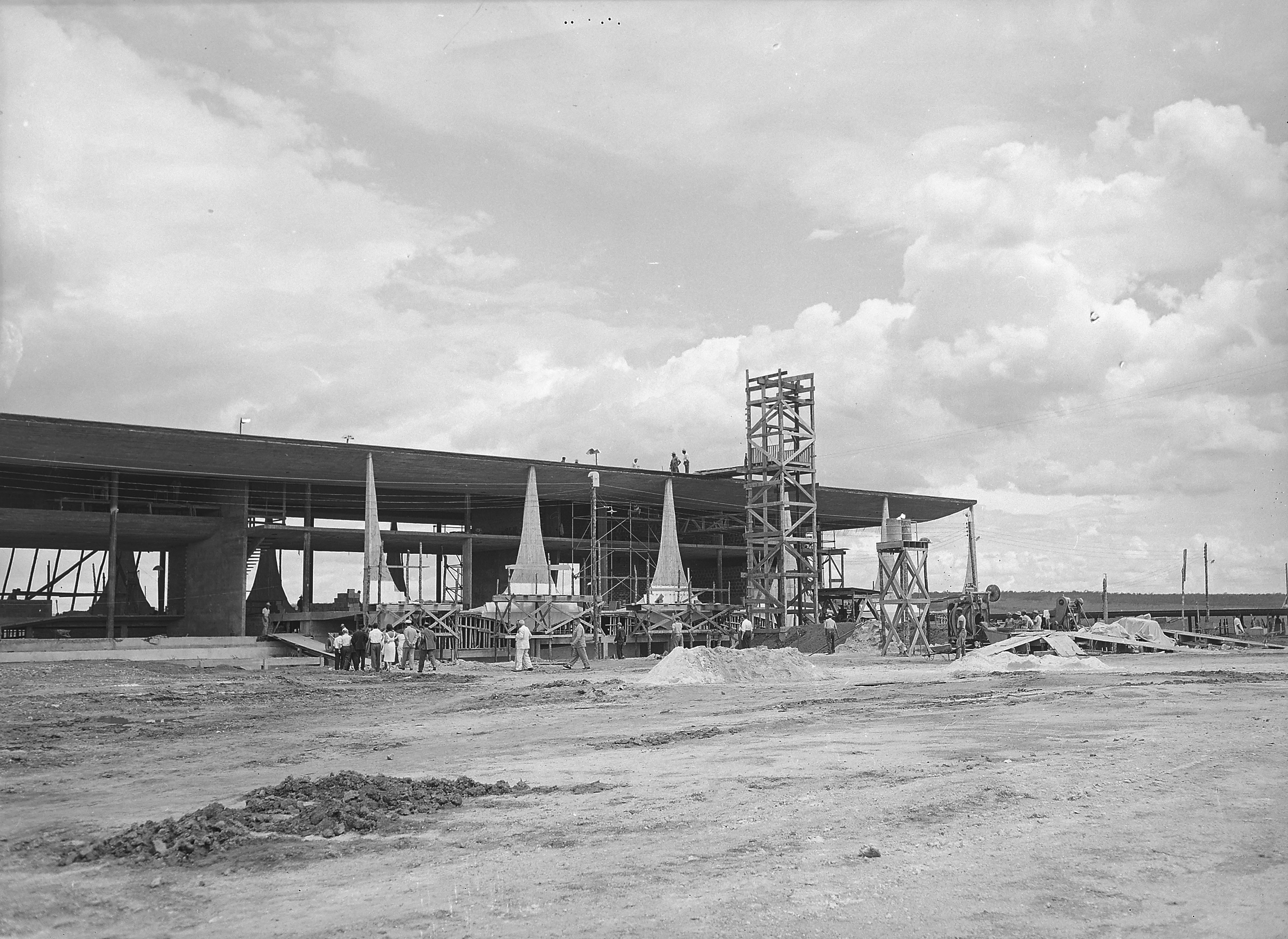
O Palácio da Alvorada durante a sua construção em imagem do Arquivo Nacional

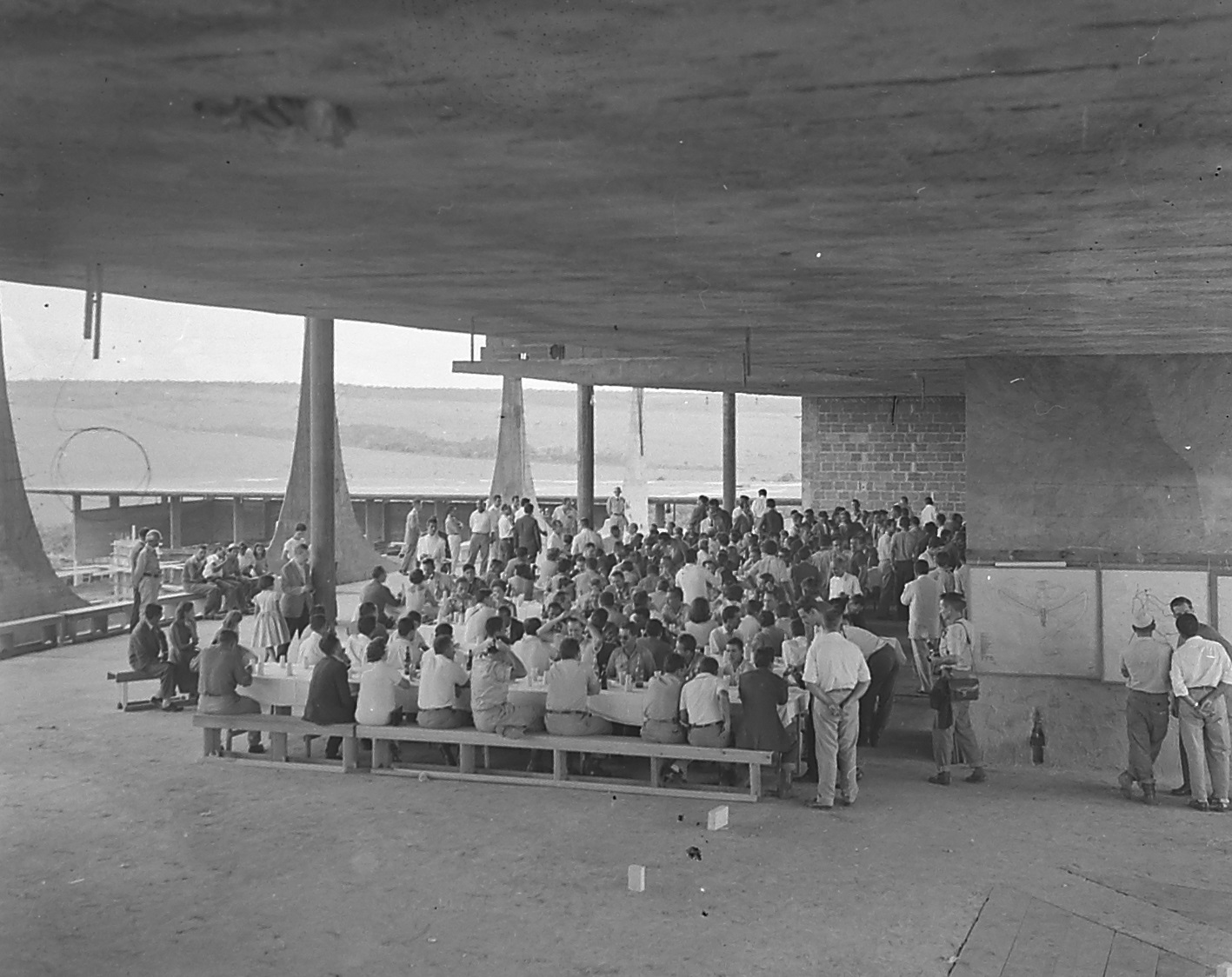
Trabalhadores dentro do Palácio durante a sua construção em imagem do Arquivo Nacional

O Palácio da Alvorada foi concebido por Oscar Niemeyer com projeto estrutural do engenheiro Joaquim Cardozo. Teve como responsável pela execução o engenheiro Darcy Amora Pinto. A obra teve início em 3 de abril de 1957 e durou dezoito meses, tendo sido executada pela construtora Rabello.
A inauguração do Palácio da Alvorada ocorreu no dia 30 de junho de 1958, em cerimônia vespertina que se iniciou com a bênção de Dom Carlos Carmelo de Vasconcelos Motta, Cardeal-Arcebispo de São Paulo, seguida de missa celebrada por Dom Fernando Gomes dos Santos, Arcebispo de Goiânia. Neste evento ainda ocorreu a entrega de credenciais do embaixador de Portugal, Manuel Rocheta.
A construção de Niemeyer e Cardozo foi batizada por Juscelino Kubitschek e, quando questionado sobre o porquê do nome "alvorada", o então presidente da República respondeu com outra questão: "Que é Brasília, senão a alvorada de um novo dia para o Brasil?". É dito que Juscelino recusou o primeiro projeto feito por Niemeyer, por "falta de monumentalidade", e pediu que o arquiteto refizesse os traços para construir um palácio "que daqui a cem anos ainda seja admirado".
O Alvorada tornou-se um dos ícones da arquitetura modernista no Brasil e de sua peculiaridade em relação ao movimento moderno europeu. Também foi símbolo do progresso cultural e técnico do Brasil durante a década de 1950, momento em que o país vivia uma profusão cultural singular, caracterizado entre outras coisas pela bossa nova, pela arquitetura moderna e pela arte concreta. Internamente, o Palácio foi decorado com móveis modernistas. Foi com a construção de Brasília que se iniciou o processo de valorização do design moveleiro do Brasil, com a ascensão de nomes como Sérgio Rodrigues, Jorge Zalszupin, o próprio Niemeyer que projetou móveis neste período, além de profissionais do exterior como o alemão Mies Van der Rohe, que assinou os móveis do Alvorada. Na parte artística, há pinturas e tapeçaria de Di Cavalcanti, Alfredo Volpi, Djanira da Motta e Silva, esculturas de Alfredo Ceschiatti, Maria Martins, Victor Brecheret, estátuas de anjos e santos barrocos e muitos outros.

### Restauração de 2004–2006

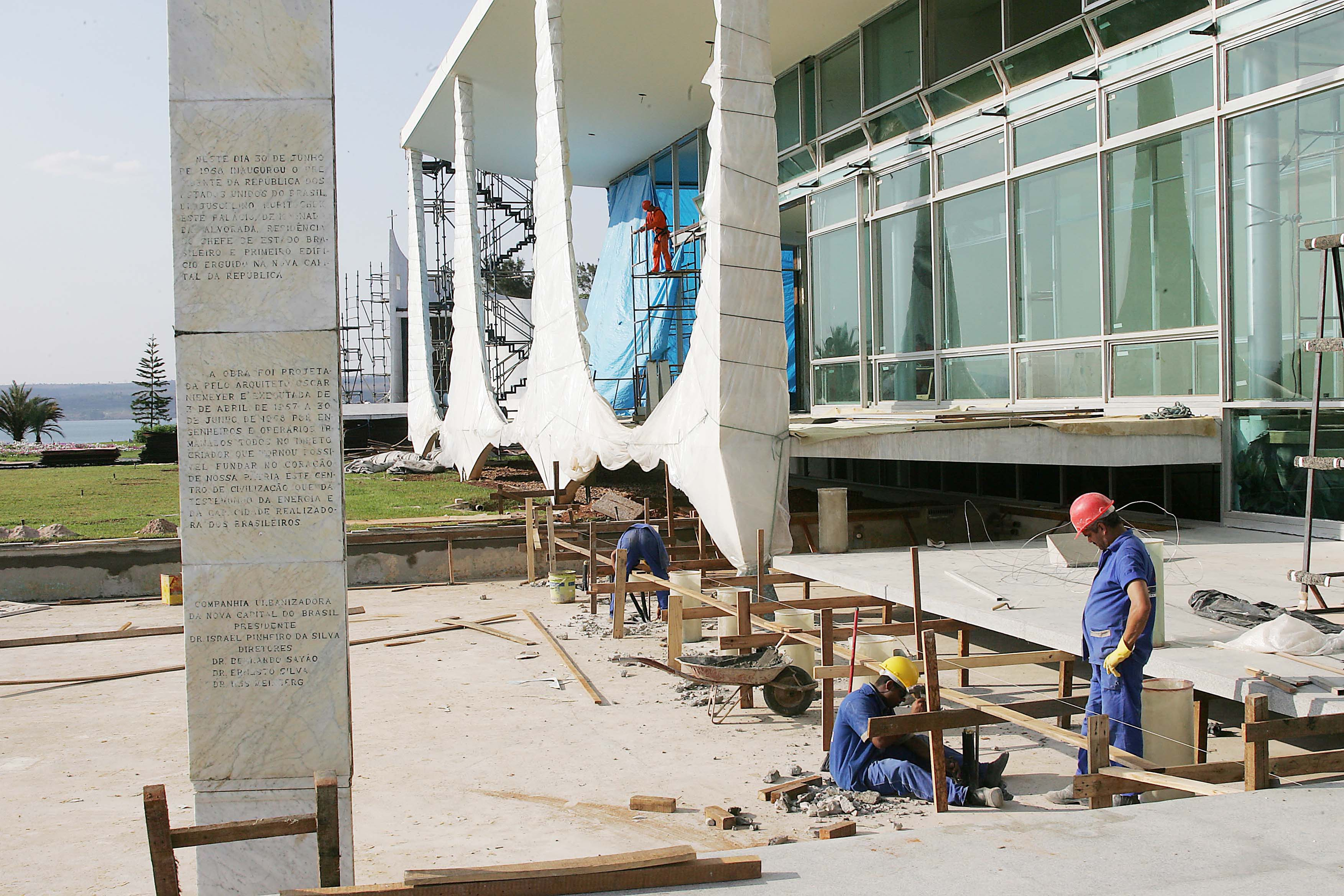
Restauração durante o governo Lula

Em 2004, a então primeira-dama Marisa Letícia dirigiu a mais extensa restauração do palácio em sua história. O projeto levou dois anos para ser concluído a um custo de 18,4 milhões de reais. A pesquisa foi conduzida para restaurar os quartos e a decoração a seus estilos originais. Móveis e objetos de decoração também foram restaurados. A maior parte da reforma foi na rede elétrica, totalmente trocada, inclusive a voltagem, que, ao contrário do restante da cidade, era de 110 volts e não de 220 volts. Um sistema de ar-condicionado central também foi instalado em todos os cômodos, em substituição a alguns aparelhos que existiam em alguns ambientes. A restauração não foi paga pelo governo, mas foi parte de um projeto de restauração de sítios patrimoniais sob a direção do Instituto do Patrimônio Histórico e Artístico Nacional (IPHAN) com fundos doados por um grupo de 20 empresários ligados à Associação Brasileira de Indústrias de Base (Abdib).

### Reforma de 2017
Em 2017, o presidente Michel Temer fez uma reforma no palácio que custou 24 mil reais e incluiu a instalação de uma tela de proteção no segundo andar, pinturas e a renovação de armários. Segundo um interlocutor do IPHAN, a tela não fere o tombamento do prédio. O filho de Temer com Marcela foi a primeira criança a morar no local desde o Governo João Goulart, de 1961 a 1964. No entanto, apenas sete dias (de 17 a 24 de fevereiro) de residência no Palácio da Alvorada, Temer desistiu e retornou ao Palácio do Jaburu, a residência oficial do vice-presidente. Desde que se mudou para o Alvorada, o presidente mostrava incômodo com o novo endereço. O argumento para a demora da mudança foi o mesmo que motivou a desistência de ficar no novo palácio: o Alvorada era "grande demais" e não tinha "cara de casa". Durante esse período de inabitação, a Diretoria de Documentação Histórica da Presidência da República estabeleceu uma comissão de curadoria que, pela primeira vez, restaurou todos os móveis do palácio como eram originalmente.

## Arquitetura
O edifício tem uma área de 7 000 metros quadrados distribuídos ao longo de três andares: subsolo, térreo e segundo andar. Localizado em edifícios adjacentes dentro de terras do palácio são a capela e o heliponto. O nível do porão abriga o cinema, sala de jogos, cozinha, lavanderia, centro médico e administração do edifício.

### Térreo
O andar térreo abriga os salões governamentais usados pela presidência para recepções oficiais. É composto pelo Hall de Entrada, Sala de Espera, Sala de Estado, Biblioteca, Mezanino, Sala de Jantar, Sala Nobre, Sala de Música e Sala de Banquetes.
O Hall de Entrada é a área de entrada principal do palácio. A sua principal característica é um muro de ouro com uma frase do presidente Kubitschek: "Deste planalto central, esta vasta solidão que em breve se tornará o centro das decisões nacionais, volto a olhar para o futuro do meu país e prever esta aurora com um Fé inabalável em seu grande destino - Juscelino Kubitschek, 2 de outubro de 1956".
A Sala de Espera é decorada com tapeçaria feita por Concessa Colaço intitulado Manhã de Cores; duas pinturas de Vicente do Rego Monteiro: Abstração e Céu; e uma obra de Carlos Scliar intitulada Os Barcos Esperam.
O Salão de Estado é decorado com uma mistura de itens contemporâneos e antigos. A parede principal é feita de jacarandá-da-baía. Destacam-se duas imagens sagradas, Santa Maria Madalena e Santa Teresa de Ávila, ambas do estilo barroco do século XVIII. A tapeçaria de Kennedy Bahia, intitulada Flora e Fauna da Bahia, destaca-se na parede, bem como pinturas feitas por Djanira da Motta e Silva, Colhendo Café; por Maria Leontina da Costa, intitulado Cena II; e por Alfredo Volpi, intitulado Fachada em Oval.
A coleção de livros da Biblioteca inclui 3 406 obras literárias que vão desde artes, filosofia, política e literatura até história geral e história brasileira, entre outros temas. A biblioteca é decorada com uma tapeçaria de Emiliano Di Cavalcanti - a obra Músicos - e três mapas antigos emoldurados: um da América do Sul (1645), do Brasil (sem data) e outro da Capitania do Brasil (1656). Há também duas pequenas pinturas a óleo, Moça Sentada ao Piano (1857) e Senhora Sentada (1885), de Rodolfo Amoedo.
O Mezanino é uma área de circulação entre o Hall de Entrada, a Biblioteca e a Sala Nobre. Possui uma tapeçaria de Di Cavalcanti intitulada Múmias, três urnas funerárias indígenas da Ilha de Marajó e duas esculturas de Alfredo Ceschiatti.
A Sala de Jantar foi adicionada em 1992 e é decorada com uma mesa e doze cadeiras inglesas em estilo chippendale e duas outras mesas brasileiras do século XVIII. As pinturas flamengas do século XVII de Cornelis de Heem e Jan van Huysum destacam-se na sala. Além dessas obras de arte, a sala também é decorada com dois anjos de estilo barroco do estado de Minas Gerais e um conjunto de porcelana da Companhia Britânica das Índias Orientais que remonta ao século XVIII.
A Sala Nobre é dividida em quatro seções em que se destacam duas esculturas Victor Brecheret, intituladas Morena e Saindo do Banho. A seção contemporânea está decorada com os móveis de Mies van der Rohe. As duas últimas seções mostram uma mistura de mobiliário antigo e contemporâneo brasileiro e estrangeiro. Um par de anjos barrocos tocheiros de madeira dourada e duas peças sagradas estão entre eles — A Sagrada Família Canigiani e Sant'Ana Maestra — sentado em uma mesa do século XVIII. Na parede, destaca-se um quadro de Aldemir Martins intitulado Vaqueiro e duas obras de arte feitas por Candido Portinari — Jangadas do Nordeste e Os Seringueiros.
A Sala de Música está localizada entre o Salão Nobre e o Salão de Banquetes. Possui dois estofados conjuntos de sofás separados por um piano de cauda de salão alemão. Na parte traseira, em um armário de madeira estão as estátuas de João, o Evangelista (século XVII) e São Joaquim (século XVIII).
O Salão de Banquetes foi projetado por Anna Maria Niemeyer e possui uma grande mesa de jantar com 50 assentos. Na parte de trás da sala há uma cômoda de cedro do século XIX, ao lado de dois baús datados do início do século XX. É decorado por duas tapeçarias intituladas Saudades do Meu Jardim, de Concessa Colaço, a escultura Edificação, de André Bloc, e talheres do Palácio do Catete.

### Subsolo e primeiro andar
O subsolo abriga um auditório para 30 pessoas, Sala de Jogos, Almoxarifado, Despensa, Cozinha, Lavanderia e a Administração do Palácio. O primeiro andar é a parte residencial do palácio, com o apartamento presidencial composto por quatro suítes, dois apartamentos e outros quartos privados.